# 燐銅ウラン石
燐銅ウラン石（りんどううらんせき）またはトーバーナイト(torbernite)は、ウラン雲母鉱石の一種。燐銅ウラン鉱石、燐銅ウラン鉱とも呼ばれている。

## 主な産出地
産出地はあまり多くない。主には、北欧地域の国々や、カナダ、東欧など、北半球北部の国々が多い。

## 放射能
燐銅ウラン石の中のウランは、ウラン238が大半である。他のウラン雲母石の燐灰ウラン石などに比べ、ウランの含有量が多いため、放射線はかなり強いが、人が触っても大丈夫な程度。